# Vists församling, Linköpings stift
Vists församling är en församling inom Svenska kyrkan i Östgötabygdens kontrakt av Linköpings stift i Linköpings kommun i Östergötlands län, Östergötland. Församlingen ingår i Vist/Vårdnäs pastorat.
Församlingskyrka är Vists kyrka.
På Bjärka-Säby slott inrättades 1878 en kyrka som användes som gudstjänstlokal.

## Administrativ historik
Församlingen har medeltida ursprung.
Församlingen utgjorde till 1962 ett eget pastorat för att därefter ha varit moderförsamling i pastoratet Vist och Vårdnäs.
Pastoratet var kapitelprebende under medeltiden och blev under reformationen ett eget pastorat. Pastoratet blev 14 maj 1740 ett patronellt pastorat.

## Kyrkoherdar
Lista över kyrkoherdar i församlingen. Prästbostaden Räfvantomta låg vid Vists kyrka och Sturefors järnvägsstation.
| Ämbetstid                | Namn                           | Levnadstid | Övrigt                                             |
| ------------------------ | ------------------------------ | ---------- | -------------------------------------------------- |
| 1286                     | Bero                           |            | Senare domprost i Linköpings församling.           |
| 1325                     | Thyrgillus                     |            | Även kanik i Linköping.                            |
| 1352                     | Lecho                          |            | Även kanik i Linköping.                            |
| 1374                     | Carolus Canuti (Karl Knutsson) |            | Även kanik i Linköping.                            |
| 1396                     | Magnus Caroli                  | –1407      | Senare domprost i Linköpings församling.           |
| 1401                     | Boterus                        |            | Även kanik i Linköping.                            |
| 1411                     | Laurentius Finvidi             |            | Även kanik i Linköping.                            |
| 1422-1442                | Carolus Andreæ                 | 1390-1451  | Senare munk vid Vadstena kloster.                  |
| 1442-1453                | Olaus Wastonis                 |            | Curatus.                                           |
| 1475                     | Johannes Danonis               |            | Även kanik i Linköping.                            |
| 1513–1518                | Johannes Sunonis               | –1518      | Även kanik i Linköping.                            |
| 1550-1556                | Nils Caroli                    | -1556      |                                                    |
| 1557-1572                | Ericus Petri                   | -1572      |                                                    |
| 1573-1584                | Sveno Laurentii                | -1584      |                                                    |
| 1586-1592                | Laurentius Erici               | -1592      |                                                    |
| 1593-1621                | Henricus Martini               | -1621      |                                                    |
| 1622-1639                | Nicolaus Jonæ (Gredboensis)    | -1639      |                                                    |
| 1640-1659                | Andreas Magni Mogathæus        | -1659      |                                                    |
| 1660-1669                | Haqvinus Kylander              | 1607-1669  |                                                    |
| 1670                     | Joannes Kylander               | -1670      |                                                    |
| 1672-1695                | Matthias Wichman               | -1695      |                                                    |
| 1696-1725                | Andreas Kylander               | 1655-1725  |                                                    |
| 1727-1767                | Petrus Enewald                 | 1695-1767  | Prost.                                             |
| 1768-1793                | Christian Grönvall             | 1720-1793  | Prost.                                             |
| 1793-1808                | Nils Segerstedt                | 1755-1808  | Prost.                                             |
| 1809-1831                | Anders Gabriel Schelin         | 1765-1831  | Prost.                                             |
| 1831–1854                | Pehr Erik Rudebeck             | 1796–1862  | Prost. Senare kyrkoherde i Stora Åby församling.   |
| 1854-1864                | Johan Adolph Löfström          | 1795-1864  |                                                    |
| 1865-1887                | Adolf Lindstedt                | 1813-1887  |                                                    |
| 1887-1899                | Adolf Johansson                | 1853-1940  | Senare kyrkoherde i Mjölby församling.             |
| 1900-1923                | Axel Broman                    | 1865-1923  |                                                    |
| 1923-1940                | Otto Aspan                     | 1886-1944  | Senare kyrkoherde i Södra Vi församling            |
| 1942-1951                | Ingvar Kalm                    | 1907-1987  | Senare kyrkoherde i Norrköpings Matteus församling |
| 1952-1961                | Gösta Lundberg                 | 1903-1982  |                                                    |
| 1962-1974                | Sven M. Hultkvist              | 1916-2000  | Senare kyrkoherde i Motala församling              |
| 1974-                    | Bengt Salomonson               | 1925-1995  |                                                    |
| 1980-1984                | Hans Eneroth                   | 1943-      | [ 6 ]                                              |
| ca.2009- åtminstone 2014 | Maria Åkerström                |            |                                                    |

### Komministrar
Lista över komministrar i församlingen. Prästbostaden låg vid Vists kyrka. Tjänsten vakanssattes 16 oktober 1906 och förslogs till indragning 1919.
| Ämbetstid | Namn                              | Levnadstid | Övrigt                                           |
| --------- | --------------------------------- | ---------- | ------------------------------------------------ |
| 1653      | Sveno Laurentii (Bruuse) Bruzoeus |            | Senare komminister i Vårdsbergs församling.      |
| 1663-1675 | Torstanus Magni Kindius           | 1637-1683  | Senare komminister i Rinna församling.           |
| 1677-1695 | Laurentius Caroli Enebergius      | -1695      |                                                  |
| 1696-1712 | Magnus Wistelius                  | 1669-1726  | Senare kyrkoherde i Rystads församling.          |
| 1712-1737 | Magnus Svenonius Cinander         | 1677-1757  |                                                  |
| 1738-1762 | Hans Kindblom                     | 1702-1765  | Senare kyrkoherde i Västra Husby församling.     |
| 1762-1786 | Andreas Mellén                    | 1729-1786  |                                                  |
| 1787-1820 | Lars Jacob Berlin                 | 1755-1820  |                                                  |
| 1821-1824 | Hampus Gustaf Bergman             | 1796-1830  | Senare kunglig hovpredikant i Stockholm.         |
| 1824-     | Claes Törnqvist                   | 1796-      | Senare kyrkoherde i Vikingstads församling.      |
| 1833-1854 | Johan Adolph Löfström             | 1795–1864  | Senare kyrkoherde i församlingen.                |
| 1854-1889 | Johan Fredrik Rudebeck            | 1817-1889  |                                                  |
| 1889-     | Carl Wilhelm Larsson              | 1859-1936  | Senare kyrkoherde i Norra Vi församling.         |
| 1899-1901 | Nils Beskow                       | 1863-1946  | Senare pastor vid Blasieholmskyrkan i Stockholm. |
| 1902–1905 | Martin Allard                     | 1875-1950  | Senare kyrkoherde i Örtomta församling.          |

### Brukspredikanter
Lista över brukspredikanter vid Cedersbergs glasbruk.
| Ämbetstid | Namn           | Levnadstid | Övrigt                                        |
| --------- | -------------- | ---------- | --------------------------------------------- |
| 1792–1799 | Jonas Hultgren | 1766–1811  | Senare vice komminister i olika församlingar. |
| 1803–1805 | Gustaf Nydow   | 1777–1849  | Senare komminister i Järstads församling.     |

## Klockare och organister
| Ämbetstid | Namn                  | Levnadstid | Yrke                  |
| --------- | --------------------- | ---------- | --------------------- |
| 1668-1669 | Ragnvald Joensson     | -1669      | Klockare              |
| 1669-1673 | Jonas Ragnvaldsson    |            | Organist              |
| 1669-     | Per                   | -1693      | Klockare              |
| 1702-1705 | Jacob Runnebom        |            | Organist              |
| 1705-1706 | Jöns Nyberg           |            | Organist              |
| 1706-     | Peter Tyrsson         |            | Organist              |
| 1725-1727 | Lars Månsson          | 1663-1731  | Klockare              |
| 1715-1725 | Johan Törnbom         | -1725      | Organist              |
| 1725-1734 | Johan Christophersson |            | Organist              |
| 1728-1735 | Anders                |            | Klockare              |
| 1745-1768 | Ingevald Johansson    | -1771      | Klockare              |
| 1748-1777 | Petrus Abrahamsson    | 1722-1777  | Organist              |
| 1777-1810 | Magnus Wissler        | 1762-1810  | Organist och klockare |
| 1810-1855 | Anders Wissler        | 1789-1855  | Organist och klockare |
| 1856-1896 | Johan Axel Hansson    | 1828-1896  | Organist och klockare |
| 1896-1919 | Märtha Hansson        | 1858-1936  | Organist och klockare |
| 1919-1920 | John Jacobsson        |            |                       |
| 1921-1932 | Arvid Tegni           | 1878-1962  |                       |
| 1933-1961 | Henning Novik         | 1896-1978  |                       |
| -1988     | Arne Törnered         | 1923-2003  |                       |